# Bankväsendet i Sverige

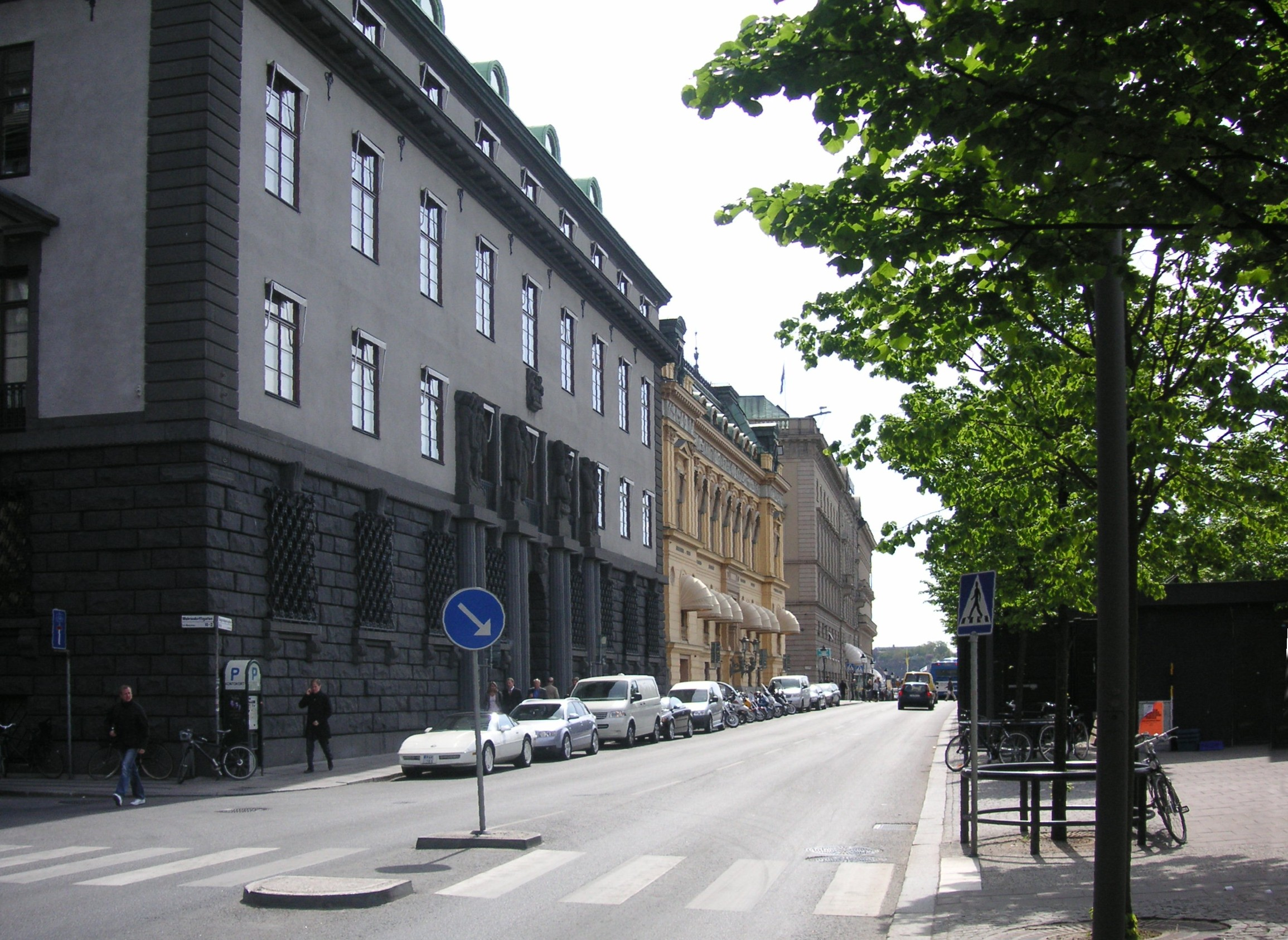
SEB

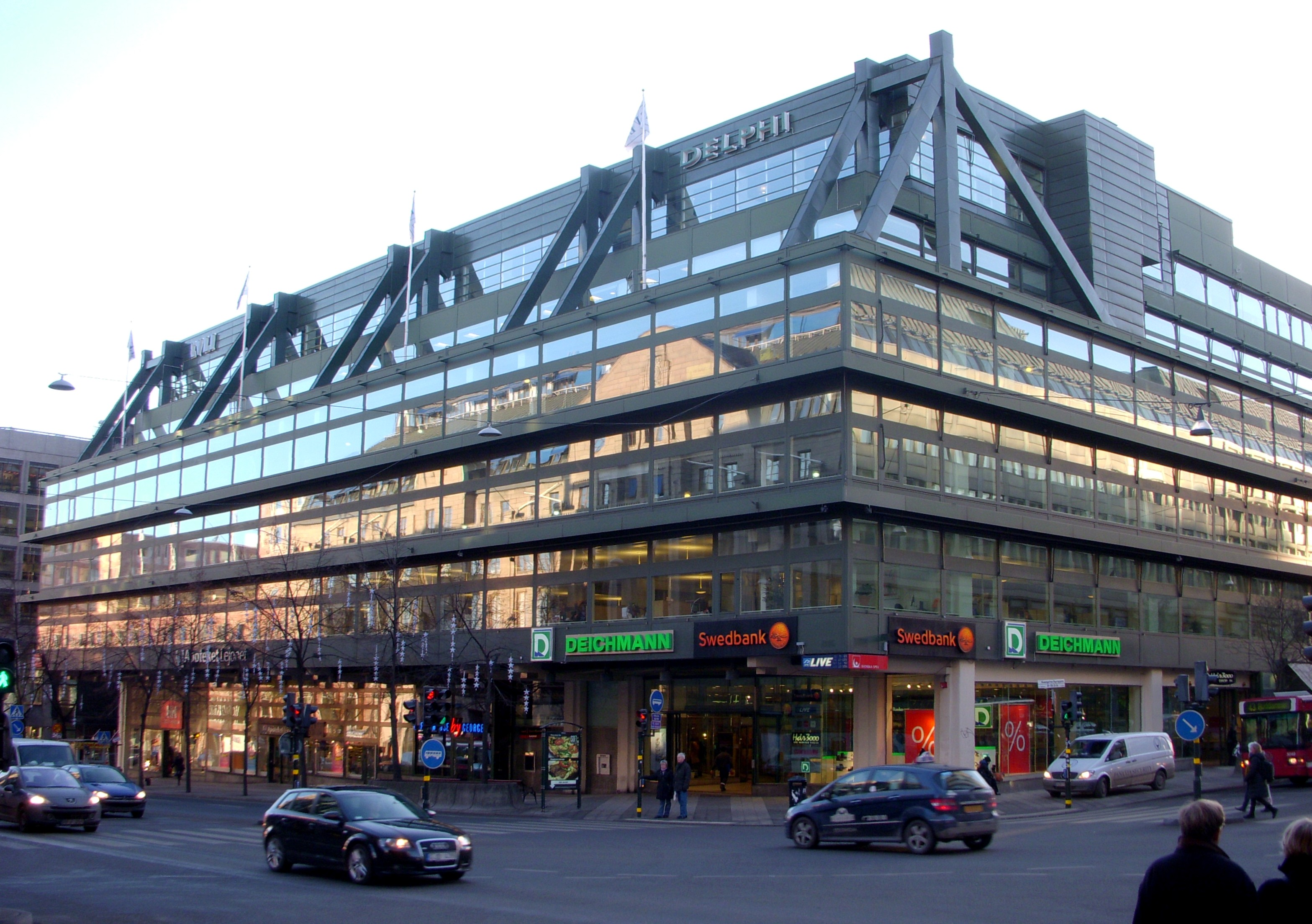
Swedbank

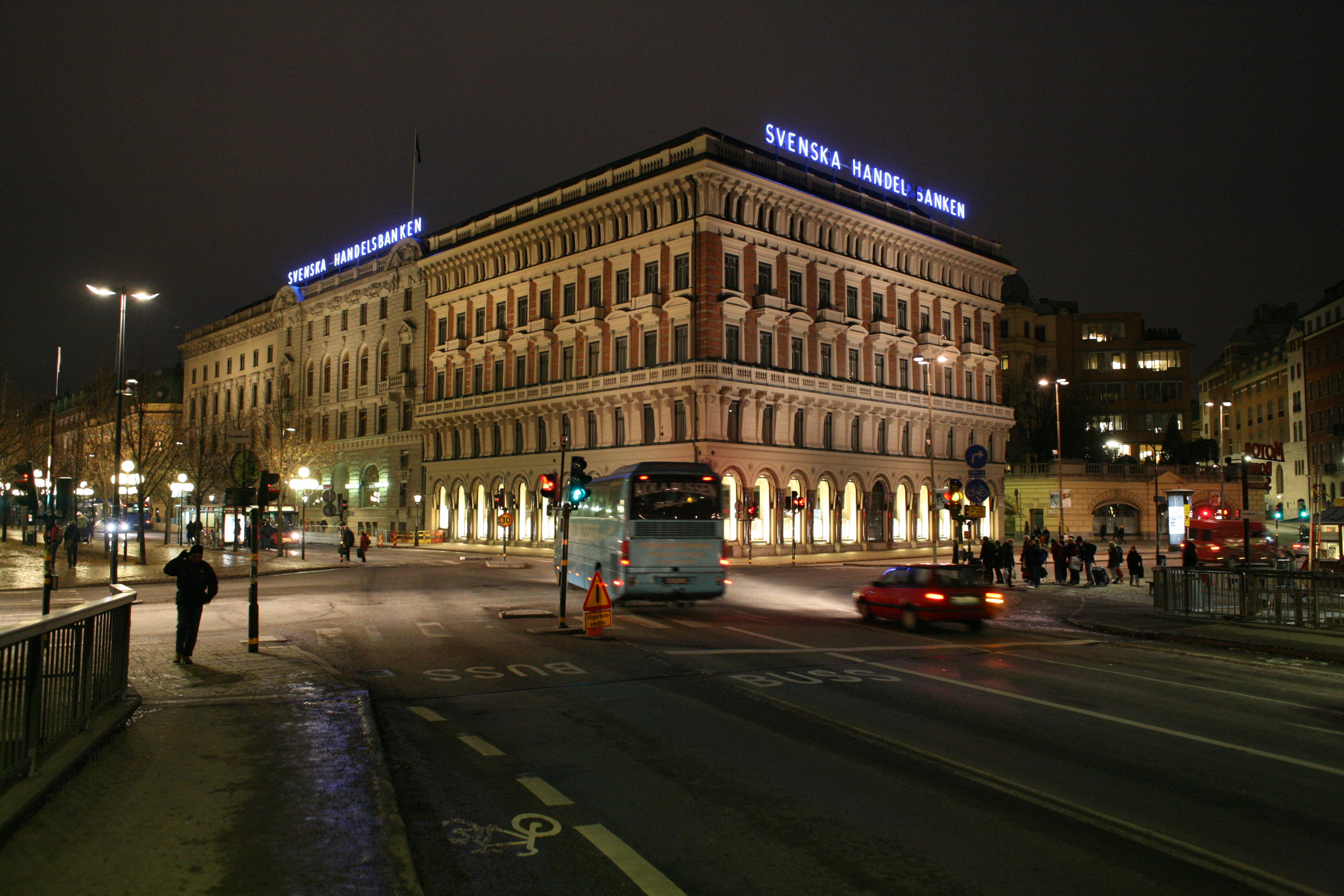
Svenska Handelsbanken

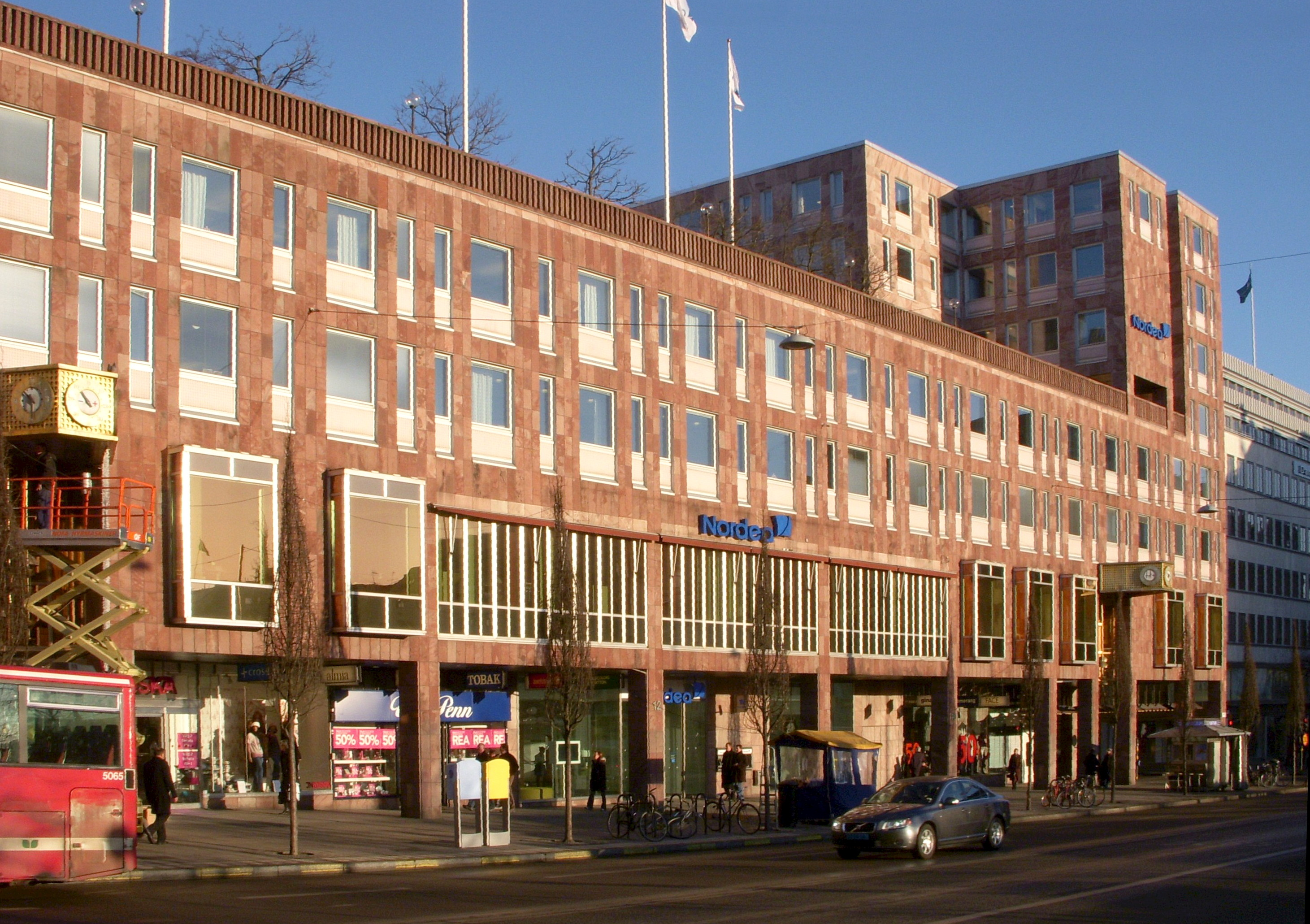
Nordea

Bankväsendet i Sverige består av ett stort antal aktörer som erbjuder tjänster inom sparande, placerande, in- och utlåning m.m. År 2010 sysselsatte finansbranschen i Sverige, då även försäkringsföretag, fondbolag och bostadsinstitut inkluderas, 85 000 personer vilket är cirka 2 procent av det totala antalet sysselsatta i landet. Finansbranschen stod samtidigt för 4,3 procent av Sveriges BNP år 2010.
Vad gäller den svenska banksektorn så består den i huvudsak av fyra huvudkategorier av banker: svenska bankaktiebolag, utländska banker, sparbanker och medlemsbanker. Dessa kategorier kan sedan delas in i ytterligare underkategorier såsom investmentbanker, privatbanker, universalbanker osv. Under 2010 fanns det totalt 114 banker i Sverige, varav 33 svenska bankaktiebolag, 3 utländska bankaktiebolag, 26 utländska bankers filialer, 50 sparbanker och två medlemsbanker.

## Historia
Palmstruchska banken eller officiellt Stockholm Banco var Sveriges första bank. Den grundades 1656 av livländaren Johan Palmstruch med Karl X Gustavs tillstånd, med tanken att den skulle fungera som en statlig inrättning för att dra åt sig kapital, exempelvis genom utgivning av kreditivsedlar. Åren 1661–1664 gav banken ut de första sedlarna i Europa. När Stockholm Banco gick omkull år 1668 övertogs verksamheten av Sveriges riksdag som grundade Riksens Ständers Bank. Riksbankens ställning som centralbank härrör från 1897 när den första "Riksbankslagen" antogs samtidigt med en lag som gav Riksbanken exklusiv rätt att trycka sedlar. Bakom beslutet låg upprepade krav på att de privata bankerna skulle upphöra med att utfärda sedlar då det ansågs att vinsterna från tryckandet av sedlar skulle tillfalla det allmänna. De första rikssedlarna började Riksbanken ge ut de första åren in på 1900-talet.
Den första affärsbanken i Sverige var Diskontkompaniet, som dock redan 1787 övergick i en då stiftade statsbank, Generaldiskontkontoret. Efter Diskontkompaniets mönster bildades 1783 Diskontkontoret i Göteborg, vilken i sin tur ersattes med det 1802 oktrojerade Göteborgs diskontkontor, vars verksamhet - liksom den 1803 oktrojerade Malmö diskonts - började 1804 och fortgick till 1817, då dessa såväl som den 1810 tillkomna Göta kanals diskont gick omkull. Därefter fanns i Sverige ingen affärsbank förrän Skånska Privatbanken i Ystad 1 april 1831 började sin verksamhet. Namnet ändrades senare til Skånes enskilda bank. 1910 slog den samman med Skandinaviska Kreditaktiebolaget, grundad 1863 som Sveriges första bankaktiebolag. Skånska Privatbanken följdes snart av Wermlands Provincial Bank 1832, Stora Kopparbergs läns Bergslags Enskilda Bank i Falun 1835, Öst-Göta Bank i Linköping, Smålands Privat Bank i Jönköping och Örebro Privat Bank i Örebro 1837. 1893 erhöll som sista privatbank Norrbottens enskilda bank oktroj.
Sveriges första Sparbank grundades år 1820 i Göteborg efter skotsk förebild. Tanken var, likt de internationella sparbankerna, att fattiga människor skulle ha en möjlighet att spara sig ur fattigdomen samt att de vinster bankrörelsen genererade skulle återinvesteras i bankens geografiska närhet. En serie sammanslagningar av Sparbanker under 1980- och 1990-talen ledde till att Sparbanken Sverige 1992 omvandlades till ett bankaktiebolag och börsnoterades.
Efter ett riksdagsbeslut 1915 skapades möjligheten för det kooperativa banksystemet. Tanken var framförallt att stötta och utveckla det svenska jordbruket genom ett anpassat kreditsystem. Sveriges första jordbrukskassa bildades i Västerhaninge, söder om Stockholm, 1915. Detta kom att bli grunden för Föreningsbanken som var Sveriges överlägset största kooperativa bank innan den, likt Sparbanken Sverige, omvandlades till en affärsbank 1992.

## Affärsbanker
Listan nedan avser universalbanker där det yttersta moderbolaget kan anses svenskt. All statistik kommer från Svensk bankförenings rapport "Bank- och finansstatistik 2011".
| Svenska bankaktiebolag | Antal kontor | Antal anställda | Utlåning | Inlåning | Eget kapital | Balansomslutning |
| ---------------------- | ------------ | --------------- | -------- | -------- | ------------ | ---------------- |
| Svenska Handelsbanken  | 461          | 7 086           | 686 827  | 705 565  | 72 657       | 1 813 261        |
| SEB                    | 170          | 7 653           | 843 651  | 607 454  | 71 304       | 1 787 744        |
| Nordea                 | 304          | 7 023           | 324 584  | 395 595  | 150 800      | 1 259 987        |
| Swedbank               | 317          | 8 165           | 342 394  | 459 720  | 62 751       | 1 155 178        |
| SBAB Bank              | 4            | 419             | 32 940   | 8 769    | 7 825        | 162 648          |
| Länsförsäkringar Bank  | 125          | 97              | 33 400   | 49 766   | 6 352        | 76 832           |
| Skandiabanken          | 1            | 827             | 53 393   | 71 302   | 2 844        | 76 690           |
| Volvofinans Bank       | 1            | 174             | 14 638   | 7 098    | 670          | 29 476           |
| Ikano Bank             | 3            | 291             | 11 616   | 12 661   | 1 802        | 19 139           |
| Nordnet                | 1            | 183             | 4 630    | 12 887   | 919          | 14 684           |

### Ej längre existerande affärsbanker
| - Borås enskilda bank - Göteborgs handelsbank - Göteborgs Enskilda Bank - Inteckningsbanken | - Kopparbergs enskilda bank - Norrköpings enskilda bank - Skandinaviska Banken - Skånes Enskilda Bank | - Skånska banken - Skånska handelsbanken - Smålandsbanken - Stockholms Enskilda Bank | - Sundsvallsbanken - Sveriges Kreditbank - Södermanlands Enskilda Bank - Sydsvenska kreditaktiebolaget | - Uplandsbanken - Wermlandsbanken - Örebro enskilda bank - Östgöta Enskilda Bank |

## Investmentbanker
Listan nedan avser banker där det yttersta moderbolaget kan anses svenskt. Vidare klassas de banker där verksamheten begränsas till vissa grupper, såsom företag och förmögna privatpersoner, som investmentbanker. All statistik kommer från Svensk banförenings rapport "Bank- och finansstatistik 2011".
| Svenska investmentbanker   | Antal kontor | Antal anställda | Utlåning | Inlåning | Eget kapital | Balansomslutning |
| -------------------------- | ------------ | --------------- | -------- | -------- | ------------ | ---------------- |
| Carnegie Investment Bank   | 3            | 166             | 1 089    | 3 743    | 2 639        | 8 767            |
| Erik Penser Bankaktiebolag | 1            | 141             | 661      | 1 485    | 293          | 2 003            |

### Ej längre existerande investmentbanker
| - JP Nordiska - Alfred Berg - HQ Bank - Hägglöf & Ponsbach |

## Sparbankerna
Listan nedan avser svenska banker där det yttersta moderbolaget kan anses svenskt. Vidare klassas som sparbanker de banker som till minst 50% är ägda av en sparbanksstiftelse, även om bankerna drivs som bankaktiebolag. All statistik kommer från Svensk bankförenings rapport "Bank- och finansstatistik 2011".
| Svenska sparbanker     | Antal kontor | Antal anställda | Utlåning | Inlåning | Eget kapital | Balansomslutning |
| ---------------------- | ------------ | --------------- | -------- | -------- | ------------ | ---------------- |
| Sparbanken Öresund     | 35           | 477             | 22 237   | 22 356   | 2 646        | 28 158           |
| Sparbanken 1826        | 20           | 272             | 12 351   | 14 814   | 1 379        | 17 279           |
| Färs & Frosta Sparbank | 18           | 240             | 9 870    | 13 018   | 1 701        | 15 012           |
| Sparbanken Nord        | 16           | 190             | 11 369   | 11 958   | 1 156        | 13 720           |
| Swedbank Sjuhärad      | 11           | 185             | 10 430   | 11 018   | 1 224        | 13 265           |
| Sörmlands Sparbank     | 7            | 180             | 6 457    | 8 030    | 1 570        | 9 762            |
| Varbergs Sparbank      | 8            | 118             | 7 252    | 7 328    | 1 767        | 9 206            |
| Sparbanken Syd         | 6            | 144             | 6 807    | 6 356    | 1 070        | 8 450            |
| Sparbanken Alingsås    | 5            | 93              | 6 033    | 6 782    | 1 557        | 8 444            |
| Sparbanken Skaraborg   | 5            | 99              | 5 352    | 6 003    | 1 540        | 7 998            |

### Ej längre existerande sparbanker
| - Stockholms stads sparbank - Länssparbanken Stockholm - Göteborgs sparbank - Nordvästra Skånes Sparbank |

## Medlemsbankerna
| - JAK Medlemsbank - Ekobanken |

### Ej längre existerande medlemsbanker
| - Föreningsbanken |

## Utländska banker
Listan nedan avser banker där det yttersta moderbolaget kan anses utländskt. All statistik kommer från Svensk banförenings rapport "Bank- och finansstatistik 2011".
| Utländska banker i Sverige | Antal kontor | Antal anställda | Utlåning | Inlåning | Eget kapital | Balansomslutning |
| -------------------------- | ------------ | --------------- | -------- | -------- | ------------ | ---------------- |
| Danske Bank                | 46           | 1 265           | 291 453  | 137 539  | -            | 640 519          |
| DNB                        | 1            | 288             | 54 494   | 20 493   | -            | 92 226           |
| Banco Santander            | 2            | 77              | 7 616    | 0        | -            | 11 574           |
| Crédit Agricole            | 1            | 45              | 5 044    | 0        | -            | 5 728            |
| The Royal Bank of Scotland | 1            | 71              | 2 273    | 1 270    | -            | 4 336            |

## Regelverk och tillsyn
Det har länge ansetts vara av stor vikt att det finansiella systemets funktion och förtroende upprätthålls. För det svenska bankväsendets tillsyn svarar framförallt Finansinspektionen och Riksbanken. Finansinspektionen har det direkta ansvaret för att bankmarknadens aktörer följer tillämpliga regelverk medan Riksbanken har ett mer övergripande ansvar för det finansiella systemets stabilitet.
I lagrummet är det främst Lagen om bank- och finansieringsrörelse som styr bankernas verksamhet. Lagen anger bl.a. vad som krävs för att få tillstånd att bedriva bankrörelse, vilken verksamhet som får bedrivas, kreditprövning, regler om tillsyn och sanktioner etc. Andra lagar som i mångt och mycket påverkar bankernas verksamhet är Kapitaltäckningslagen, Konsumentkreditlagen, Betaltjänstlagen, Insättningsgarantilagen, Penningtvättslagen m.fl.